# 아페모 오밀라미
어페이모 오밀라미(Afemo Omilami, 1950년 12월 13일 ~ )는 미국의 배우이다.
피터스버그에서 태어났다.

## 출연 작품
- 히든 피겨스 (2016년) - 가게 밖 남자 역
- 뷰티풀 라이 (2014년) - 모냥 박사 역
- 헝거게임: 캣칭 파이어 (2013년)
- Beneath the Dark (2010)
- 블러드 두 사인 마이 네임 (2010년)
- 블라인드 사이드 (2009년)
- 더 리스트 (2007년)
- 하운드독 (2007년) - 찰스 역
- 리핑 - 10개의 재앙 (2007년)
- 헤븐스 폴 (2006년)
- 아이들와일드 (2006년)
- 마디아 가족의 재결합 (2006년)
- 글로리 로드 (2006년)
- 알라모 (2004년)
- 레이 (2004년)
- 런어웨이 (2003년)
- 드럼라인 (2002년)
- 스위트 알라바마 (2002년)
- 러스틴 (2001년)
- 런어웨이 (2000년)
- 애니멀 팩토리 (2000년)
- 타이거랜드 (2000년)
- 리멤버 타이탄 (2000년)
- 비상 근무 (1999년)
- 플래시 (1997년)
- 리틀 고르디 (1995년)
- 지하 조직 (1994년) - 벌 역
- 작은 전쟁 (1994년)
- 산코파 (1993년)
- 롱 워크 홈 (1990년)
- 미로의 끝 (1990년)
- 영광의 깃발 (1989년)
- 프리덤 로드 (1979년)

### 텔레비전
- In the Heat of the Night (1989-93)
- 로앤오더 (1992, 1996, 1999)
- 도슨의 청춘일기 (2002)